# Katharina Stasch

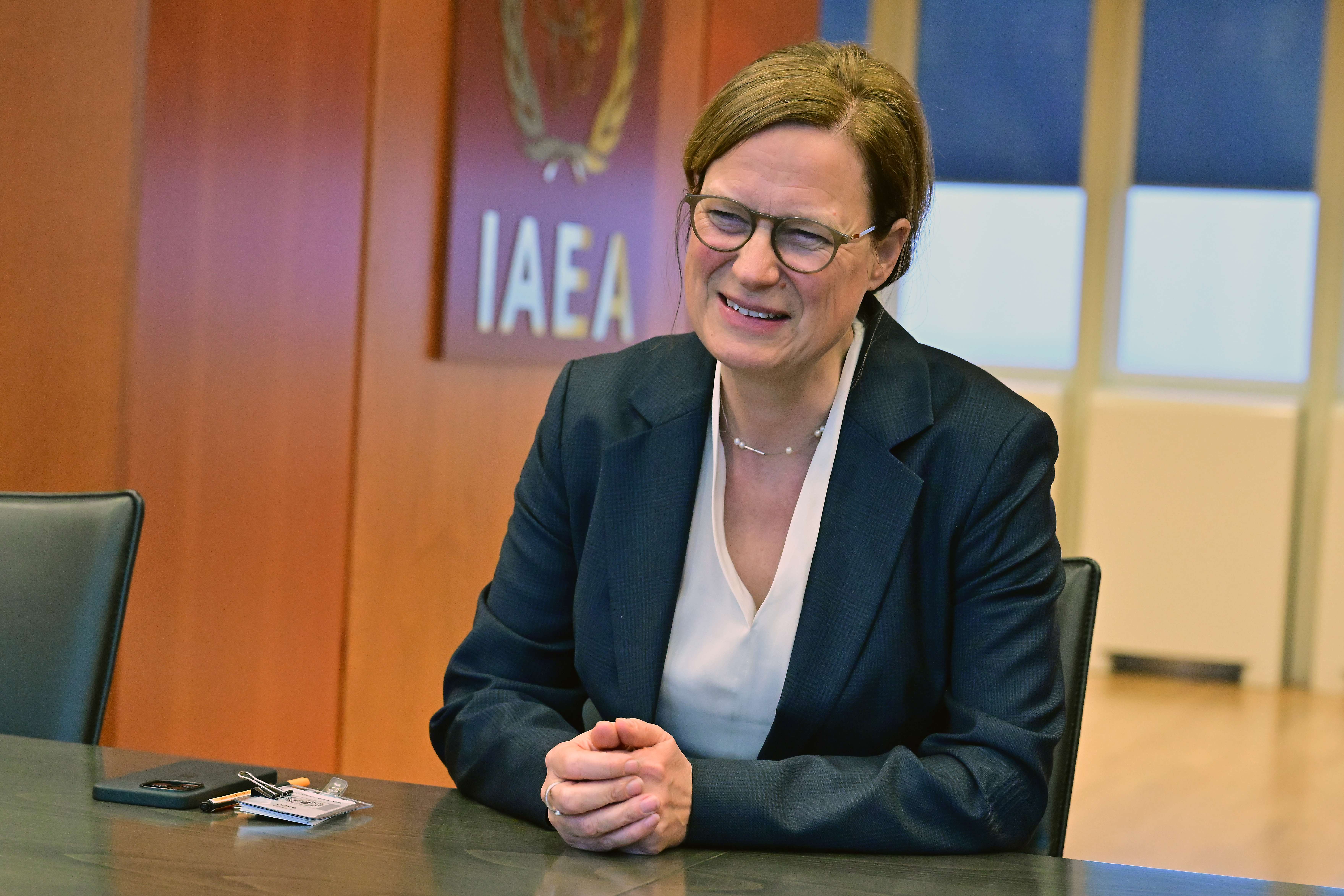
Katharina Stasch, 2025

Katharina Stasch (* 26. Februar 1973 in Tübingen) ist eine deutsche Diplomatin. Sie ist seit 2024 Beauftragte der Bundesregierung für Fragen der Abrüstung und Rüstungskontrolle und war von 2021 bis 2024 Ständige Vertreterin der Bundesrepublik Deutschland bei den Vereinten Nationen in Genf.

## Leben
Nach dem Abitur 1992 studierte Katharina Stasch ab 1993 Rechtswissenschaften in Hamburg und an der Universität Aix-Marseille. Von 1993 bis 1995 studierte sie zusätzlich Ethnologie.
Nach dem ersten juristischen Staatsexamen (1999) folgte ein einjähriger Aufenthalt an der School of Oriental and African Studies der University of London, den sie mit dem Master of Laws (LL.M.) abschloss. Ihr Rechtsreferendariat absolvierte sie bei der EU-Kommission in Brüssel, dem Bundesfinanzministerium in Berlin und am Hanseatischen Oberlandesgericht in Hamburg und legte 2005 das zweite juristische Staatsexamen ab.
2009 wurde sie an der Universität Hamburg mit ihrer Dissertation zum Thema Lender of Last Resort – Bankenkrisen und Krisenmanagement in der EU mit summa cum laude zur Dr. jur. promoviert.

## Laufbahn
Ab 2000 arbeitete Stasch als wissenschaftliche Mitarbeiterin am Institut für Ausländisches und Internationales Privat- und Prozessrecht der Universität Hamburg.
Von 2005 bis 2006 arbeitete sie mit Schwerpunkt Europäisches Recht bei der Anwaltskanzlei Latham & Watkins. 2006 wechselte sie zum Bundesfinanzministerium, wo sie bis 2011 blieb. Sie begann ihre Karriere dort als Referentin in der Finanzmarktabteilung und leitete zuletzt kommissarisch das Referats für Kabinett- und Parlamentsangelegenheiten im Leitungsstab von Finanzminister Peer Steinbrück. Danach arbeitete sie bis 2013 als stellvertretende Büroleiterin des 1. Parlamentarischen Geschäftsführers Thomas Oppermann für die SPD-Fraktion im Deutschen Bundestag.
Von 2014 bis 2021 arbeitete Stasch für Heiko Maas, zunächst als Leiterin der Leitungseinheit Planung und Leiterin des Ministerbüros im Bundesministerium der Justiz und für Verbraucherschutz und ab 2018 als Leiterin des Leitungsstabs und Leiterin des Ministerbüros im Auswärtigen Amt.
Im Juli 2021 wurde sie als Botschafterin und Ständige Vertreterin an die Ständige Vertretung Deutschlands bei den Vereinten Nationen und anderen internationalen Organisationen in Genf entsandt. An der Nominierung Staschs gab es Kritik, da sie nicht über eine diplomatische Ausbildung verfügt. In ihrer Funktion als Ständige Vertreterin Deutschlands bei den Vereinten Nationen war sie 2022 Vizepräsidentin des VN-Menschenrechtsrats. Von Mitte 2022 bis Mitte 2023 leitete sie zudem die Regierungsgruppe der ILO. Zudem Stasch Vorsitzende im Exekutivkomitee des UNHCR und im Rat der Internationalen Organisation für Migration.
Im Dezember 2024 wurde sie als Nachfolgerin von Günter Sautter zur Beauftragten der Bundesregierung für Fragen der Abrüstung und Rüstungskontrolle und Leiterin der Abteilung für Internationale Ordnung, Vereinte Nationen und Rüstungskontrolle im Amt einer Ministerialdirektorin im Auswärtigen Amt ernannt. 